# Білоцерківхлібопродукт
Товариство з обмеженою відповідальністю «Білоцерківхлібопродукт» (ТОВ «Білоцерківхлібопродукт») — підприємство, розташоване в місті Біла Церква, Київська область.
Млинзавод, що входить до складу підприємства, вперше в СРСР був оснащений комплектним обладнанням, відтвореним за ліцензією світового лідера борошномельного машинобудування — швейцарського концерну «Бюлер». За добу млинзавод переробляє 500 тонн зерна пшениці.
Інший підрозділ підприємства — найпотужніший у Європі завод з виробництва гречаної крупи — переробляє за добу 360 тонн зерна гречки і не має рівних за рівнем виходу готової продукції.

## Історія
- А починалося все це понад сто років тому, в далекому 1910 році, з невеличкого приватного підприємства з виробництва гречаної крупи. Після закінчення періоду НЕПу воно було перетворене на державне підприємство — крупозавод по переробці гречки (основний напрямок), а також проса, ячменю, гороху. До Великої Вітчизняної війни крупозавод був розташований по вул. Пушкінській у приміщенні колишнього млина Бродського. Хоча потужність заводу була невисокою, виробництво круп у порівнянні з дореволюційним періодом зросло у декілька разів. Після ж лютнево-березневого Пленуму ЦК ВКП(б) 1937 року, що оголосив боротьбу зі шпигунством та шкідництвом, виробництво, як і вся країна, відчуло нестачу спеціалістів і досвідчених керівників.
- З 1944 року в житті підприємства починається новий етап. Заводські приміщення під час війни дивом не постраждали, і одразу після звільнення Білої Церкви крупозавод почав працювати — під новою назвою — "Крупозавод з переробки гречихи № 23″. Хоча, як і колись, акцент ставили на переробку гречки, завод був обладнаний і міг здійснювати переробку гороху, ячменю, проса.
- До 1954 р. завод складався лише з двох цехів, розташованих у центрі міста, — цеха гречаної крупи, потужністю 70 тонн на добу, і просоцеху, потужністю 50 тонн на добу. Усе заводське обладнання, приміщення технологічного цеху, котельні, складів, майстерень були надзвичайно старими й потребували негайної перебудови. У 1952 році було ухвалено рішення про виділення землі в районі Сквирського шосе для будівництва прирельсової бази.
- У 1953-54 р. за проектом групи інженерів кропозаводу було проведено низку заходів по його реконструкції. Цех переробки проса було ліквідовано, а цех переробки гречки збільшив свою потужність до 75 тонн на добу.
- У 1956 р. заводу було виділено 150 тис. крб. для організації відділення гідротермічної обробки зерна гречки потужністю 150 тонн зерна на добу, яке в 1958 р. і було створено. Внаслідок ліквідації автоперевезень зерна, а також з метою вивільнення центру міста від старих будівель, було ухвалено рішення стосовно будівництва на території прирельсової бази нового крупозаводу потужністю 150 тонн на добу. Будівництво крупоцеху з побутовими приміщеннями і цеховою лабораторією, котельні, трансформаторної підстанції, складських приміщень, цеху відходів, адмінкорпусу з лабораторією, майстерні зі складами, механізованих точок відвантаження зерна і крупи здійснювалося з 1954 по 1958 р. Перша черга — виробничі об'єкти — були здані в експлуатацію 30 червня 1966 р. Під час будівництва інженерно-технічні працівники заводу переглянули проект і внесли пропозиції щодо заміни окремих машин, встановлення додаткового обладнання в гідротермічне відділення, що дало змогу збільшити проектну потужність заводу до 220 тонн на добу. Держкомітет хлібопродуктів при Раді Міністрів УРСР погодився з пропозицією інженерно-технічних працівників заводу і визначив саме таку проектну потужність заводу −220 тонн зерна гречки на добу.
- Об'єкти 2 черги — очисна вежа, адмінбудівлі — були прийняті до експлуатації на початку 1968 р.
- За період з 1966 по 1975 р. завдяки втіленню передового досвіду та внесенню ряду пропозицій по покращенню технологічного процесу була досягнута потужність 300 тонн зерна гречки на добу. Завдячуючи правильному веденню технологічного процесу, гарній організації і проведенню планових ремонтних робіт, був досягнутий загальний вихід крупи 70 %. Прибуток заводу сягав 3,7 — 4 % млн крб. на рік.
- За період з 1956 по 1975 р. крупозавод був нагороджений дипломами ВДНГ СРСР, неодноразово ставав переможцем у Всесоюзному та республіканському соцзмаганнях. Багато працівників заводу відзначені державними нагородами. Серед них — почесні працівники, що вже знаходяться на пенсії — Віра Моісеєвна Товстенко — кавалер ордену «Знак Пошани» — понад 30 років пропрацювала рушалем цеху крупи, забезпечуючи в надзвичайно напружених умовах виконання важливих державних замовлень. Лідія Василівна Коваль — за самовіддану високопродуктивну багаторічну працю, високі виробничі показники, систематичне перевиконання норм виробітки і планів нагороджена орденом Трудової Слави 3-го ступеню.
- У 1973 р. Міністерством заготівельної політики СРСР було ухвалене рішення про будівництво млиного комплексу і цеху крупи, що не потребує варіння. Спираючись на рішення Міністерства, міський виконавчий комітет ухвалив рішення про виділення комбінату додаткової земельної ділянки по вул. Офіцерській. Цех по виробництву гречаної крупи, що не потребує варіння, був побудований у рекордно стислий термін.
- Лише рік — з 1975 по 1976 р. — знадобився будівельникам, щоб побудувати цех зі складом, котельню, переобладнати зерносклад № 1 під склад гречаної крупи, провести реконструкцію ТП — 133, прокласти повітряну та підземну електромережу. Напередодні нового 1977 р. цех крупи, що не потребує варіння, був зданий в експлуатацію.
- У 1977 р. почалося будівництво млинового комплексу. Лише за рік було побудовано 3 пускових комплекси: гречаний елеватор на 35,4 тис. тонн; пшеничний елеватор на 61,3 тис. тонн; млин потужністю 500 тонн переробки пшениці на добу.
- Наприкінці 1978 р. було введено в експлуатацію перший пусковий комплекс у складі елеватора для зерна гречки, очисної вежі, транспортної галереї для передачі зерна гречки у виробничий корпус й тимчасової точки приймання зерна. Другий пусковий комплекс у складі елеватора для пшениці ємкістю 61,3 тис. тонн та інших споруд був зданий в експлуатацію 17 грудня 1980 р. Третій пусковий комплекс у складі млина потужністю 500 тонн пшениці на добу, 3-поверхового складу, цеху відходів, лабораторного корпусу, 3-поверхового адмінкорпусу та інших об'єктів був зданий в експлуатацію 25 січня 1982 року.
- Обладнання, виготовлене за зразками швейцарської фірми «Бюлер», проходило випробування на Раменському млині (Московська область). Позитивний досвід експлуатації цього млинзаводу довів, що вітчизняне обладнання млинзаводів значно поступається зарубіжному і подальший розвиток зернопереробної галузі неможливий без докорінної зміни технологічного обладнання. Міністерством хлібопродуктів було ухвалено рішення про закупівлю ліцензій у фірми «Бюлер» на право відтворення цього обладнання на вітчизняних машинобудівних підприємствах і спорудження млинзаводів на цьому обладнанні. Було ухвалено рішення про оснащення відтвореним обладнанням Білоцерківського млинзаводу, який тоді будувався. На території діючого крупозаводу така кількість споруджуваних об'єктів не могла бути розміщена. Тому будівництво борошномельного комплексу здійснювалося за рахунок розширення території підприємства шляхом зносу житлових будинків, розташованих по вул. Офіцерській. На невеликий колектив з 230 чоловік, який в той час очолював Вадим Козловський, лягло дуже відповідальне завдання: при збільшенні виробництва гречаної крупи ще й здійснювати величезне будівництво. Завдання колективу полягало в тому, щоб своєчасно забезпечувати будівництво проектно-кошторисною документацією, фінансуванням, обладнанням, кабельно-провідниковою продукцією. Продовжувався і процес підбору та підготовки кадрів — від апаратника до керівника млинзаводу. Євген Чебанов був першим керівником млинзаводу. Механіком млинзаводу був призначений Віктор Царенко.
- У 1981 р. після закінчення Одеського технологічного інституту ім. Ломоносова на посади начальників змін млинзаводу прибули Олександр Карауш, Василь Куцмида, Петро Раташнюк, Людмила Степова. На посаду начальника зміни з Раменського на млинзавод прибув Анатолій Мельник.
- Оскільки обладнання, що надходило на будівельний майданчик, було унікальним, Міністерством хлібопродуктів СРСР було ухвалено рішення про створення групи вхідного контролю, завдання якої полягало у відслідковуванні процесу монтажу та підготовки до експлуатації всього технічного обладнання. Керівництво цією групою здійснював начальник відділу нової техніки, заступник начальника Головного управління борошномельної промисловості Анатолій Федоров.
- У 1982 р. колектив підприємства поповнився цілою групою молодих фахівців — випускників Одеського механіко-технологічного технікуму та Одеського технологічного інституту. Це Віктор Ратушний, Валерій Білозір, Валентина Юзвак, Раїса Корчак, Ольга Миколюк, Надія Ратушна, Любов Онищук, Олександра Лукова, Станіслав Мельниченко, Ігор Кващенко, Лариса Кващенко, Надія Хомюк, Наталія Іщенко, Валентина Ворсуляк. На посаду майстра по ваговому обладнанню був призначений випускник Вінницького політехнічного інституту Володимир Бущак. Було затрачено багато зусиль для налагодждення роботи колективу млинзаводу. Найбільших змін притерпіла дільниця готової продукції: оскільки ні карусельні установки для вибою борошна в мішки, ні механізація складу готової продукції в тарі не дозволяли забезпечити необхідну потужність, для нормальної роботи цього відділення та завантаження борошна в залізничні вагони, протягом часу на млинзаводі всі автоматичні ваги з електромеханічним приводом було замінено на ваги з пневмомеханічним приводом. Було також внесено цілу низку змін в технологічну схему розмолоту зерна. Це було пов'язано з тим, що з часом асортимент готової продукції притерпів деяких змін.
- У 1985 р. підприємство очолив Іван Петрович Шилов, який згуртував навколо себе і сформував з 25-26 річних спеціалістів групу керівників, які разом зі своїм підлеглими працювали напружено і самовіддано по 16 — 18 годин на добу. Результати не примусили себе чекати: у стислий термін було відремонтовано котельню, наведений порядок у цехах, проведено реконструкцію крупозаводу. Вийшов на заплановані потужності млин. Не чекаючи на вказівок згори, провели низку заходів щодо вдосконалення виробництва. Як результат — уже через рік Білоцерківський Комбінат хлібопродуктів став займати призові місця у всеукраїнських та всесоюзних змаганнях серед галузевих підприємств. Обравши шлях піонерів, працівники підприємства зробили його полігоном для апробації розробок науковців.
- Першими в Радянському Союзі на своєму млині працівники комбінату запровадили у виробництво автоматичну систему управління технологічними процесами, яке не поступається найкращим швейцарським аналогам. Першими випробували і нову технологічну схему очистки гречки. Але, як і колись, головним болем фахівців залишалася проблема пошуку способів заощадження коштів. Одним з них став процес переведення котельні з газу на гречану лузку, яка сьогодні є основним видом палива. Це дало змогу економити щорічно до 6,5 млн кубометрів газу.
- Поступово йшла підготовка підприємства до переходу на госпрозрахунок та оренду. Зумівши накопичити прибутки, було ухвалено рішення про вкладання їх у розвиток підприємства. Згодом на крупозаводі, млині та в інших підрозділах з явилися технології, які відповідають європейському рівню.
- Великою допомогою колективу є підсобне господарство, розташоване в с. Яблунівка, с. Черкас Білоцерківського району, де досвідчені фахівці сільського господарства вирощують свиней, бичків, корів, курей та розводять рибу.
- Збудовано також міні-пекарню, яка випікає 500 кг хлібопекарських виробів за зміну.
- ТОВ «Білоцерківхлібопродукт» є засновником двох агрофірм -ТОВ «Дім» (с. Дрозди) та ТОВ «Левада» (с. Храпачі), працівники яких спільними зусиллями обробляють 5000 га землі, а за час роботи в умовах приватизації у виробничу сферу було інвестовано ЗО млн грн.
- Працівники ТОВ «Білоцерківхлібопродукт» беруть на озброєння новітні технології, цікаві ідеї та впроваджують їх у життя.
- У 2002 р. було закуплене голландське обладнання і розпочалося будівництво комбікормового заводу.
- Завдяки зусиллям директора Івана Шилова на комбінаті створено надійну структуру з фінансового забезпечення виробництва, добору і навчання кадрів. На підприємстві постійно діють курси з підготовки спеціалістів з виробництва борошна та крупи як для комбінату, так і для споріднених підприємств України.
- Гідна зарплата, соціальна захищеність, турбота про пенсіонерів й працівників комбінату — в тому числі можливість щороку відпочити на власній базі на березі Чорного моря — найбільш дієві стимули для кожного працівника.
- Директор Іван Петрович Шилов прагне вивести своє підприємство на високу європейську орбіту. Щоб якомога ширше коло споживачів дізнавалося про якісну продукцію КХП, підприємство демонструє свою продукцію на виставках, де завжди здобуває високу оцінку. За вагомий внесок у розвиток економіки країни і великий внесок у створення гідного іміджу України ТОВ «Білоцерківхлібопродукт» внесено до «Золотої книги української еліти».
- За високу якість продукції ТОВ «Білоцерківхлібопродукт» нагороджений дипломом 4 Міжнародної виставки "Харчування і життя. XXI ст.
- У 2003 р. комбінат нагороджений Міжнародним призом «За якість»; дипломом Загальноукраїнського конкурсу «Вища проба».
- За високу якість дієтичних добавок із зародків пшениці «Глюкорн», «Олія із зародків пшениці» та «Шрот зародків пшеничних харчовий» ТОВ «Білоцерківхлібопродукт» нагороджено призом «За якість» на 6 Міжнародній виставці «Харчування та життя. XXI століття».
- Заслужений працівник сільського господарства України, лауреат конкурсу «Золота фортуна» директор ТОВ «Білоцерківхлібопродукт» Іван Шилов міцно тримає руку на пульсі підприємства, що очолює. Відзначена численними нагородами діяльність Івана Шилова є свідченням того, що він — керівник сучасного стилю, один з найкращих представників ділової еліти України. Колектив ТОВ «Білоцерківхлібопродукт» сягнув таких вершин здебільшого тому, що неухильно втілював у життя вироблені ним принципи: успіх можливий лише тоді, коли задоволені постачальники, споживачі, персонал та суспільство.

## Каталог продукції

### Основна продукція
Борошно пшеничне:
- Борошно пшеничне вищий ґатунок покращеної якості;
- Борошно пшеничне перший ґатунок;
- Борошно пшеничне другий ґатунок.

Крупи:
- Крупа манна марки М;
- Крупа гречана ядриця перший ґатунок швидкорозварювана;
- Крупа гречана проділ швидкорозварюваний.

Горох:
- Горох цілий шліфований першого сорту.

Добавки дієтичні:
- Добавка дієтична „Олія із зародків пшениці“;
- Добавка дієтична „Глюкорн“;
- Добавка дієтична „Шрот зародків пшеничних харчовий“».

Комбікорми:
КП "Білоцерківхлібопродукт не тільки виготовляє і реалізує комбікорми для всіх видів тварин і птиці за стандартними рецептурами, але також надає послуги з виготовлення комбікормів на підставі рецептури і преміксів замовників, послуги з крупкованню і гранулювання, розфасовці по 10-15-20-25 кг.